# Мальська Марта Пилипівна
Мальська Марта Пилипівна (нар. 2 березня 1956, Львів) — українська науковиця-туризмознавець, доктор економічних наук, професор, завідувачка кафедри туризму у Львівському національному університеті імені Івана Франка.

## Життєпис
Народилася 02.03.1956 р. у м. Львові.
1962—1972 рр. навчалася у СШ № 1 м. Львова.
1972—1977 рр. навчалася у Львівському державному університеті імені Івана Франка за спеціальністю «Географія. Економічна географія».
З 1978 по 1985 рр. — викладач географії Школи № 13 м. Львова.
З 1985 по 1994 рр. — старший викладач кафедри економіки та організації поліграфічного виробництва Українського поліграфічного інституту імені Івана Федорова.
У 1993 р. захистила дисертацію на здобуття наукового ступеня кандидата економічних наук на тему: «Регіональні особливості формування і розвитку торговельного комплексу області» (Спеціальності: 08. 00. 04 — Розміщення продуктивних сил, економіка районів України, 08. 00. 05 — Економіка, планування, організація управління народним господарством і його галузями (невиробнича сфера)).
1994—1999 рр. — доцент кафедри географії України Львівського державного університету імені Івана Франка.
1999—2001 рр. — докторант Львівського державного університету імені Івана Франка за спеціальністю «Економічна та соціальна географія».
З січня 2003 р. і по сьогодні — завідувач кафедри туризму географічного факультету Львівського національного університету імені Івана Франка.
У вересні 2009 року отримала Нагрудник знак «Почесний працівник туризму України».
У травні 2009 року отримала Нагрудний знак «За наукові досягнення».
У червні 2011 р. захистила дисертацію на здобуття наукового ступеня доктора економічних наук за спеціальністю 08.00.05 — розвиток продуктивних сил і регіональна економіка на тему: «Формування і розвиток просторових систем послуг (теорія та практика реалізації)».
У березні 2012 р. присвоєно вчене звання професора кафедри туризму.
У 2018 році присвоєно Почесне звання «Заслужений працівник освіти України».
У 2018 та 2024 роках отримала найвищу відзнаку Вищої школи суспільно-природничих наук (м. Люблін, Республіка Польща) — Медаль Вінцента Поля.
У жовтні 2024 року, рішенням Вченої ради Львівського національного університету імені Івана Франка, присвоєно звання — Заслужений професор Львівського національного університету.
Під керівництвом захистили дисертації на здобуття наукового ступеня кандидата географічних наук Пандяк І. Г., Манько А. М., Топорницька М. Я. та наукового ступеня кандидата економічних наук Пурська І. С., Жук (Мункачій) І. З., Біланюк О. П., Бригілевич Г. М.
Авторка та співавторка 479 наукових та науково-методичних праць; у тому числі: 48 монографій та розділів у колективних монографіях; 57 підручників та навчальних посібників; 5 словників.
- h-індекс (індекс Гірша) — 35.[2]
- і10-індекс (індекс динамічної оцінки публікаційної активності вчених) — 148.[3]

## Міжнародна та наукова діяльність
- Членство у Вченій раді географічного факультету, спеціалізованій вченій раді Д 35.051.08 та спеціалізованій вченій раді К 35.051.21 Львівського національного університету імені Івана Франка.
- Консультант з питань туризму Monitor group Львівської міської ради.
- Член Експертної групи з питань туризму при Департаменті міжнародного співробітництва та туризму Львівської обласної державної адміністрації.
- Член Експертної комісії з проведення акредитаційної експертизи підготовки магістрів зі спеціальності 8.04010406 «Географія рекреації та туризму» у Київському національному університеті імені Тараса Шевченка (квітень, 2014 р.).
- Член Експертної комісії з проведення акредитаційної експертизи підготовки бакалаврів зі спеціальності 6.140103 «Туризм» у Кам'янець-Подільському національному університеті імені І. Огієнка (травень, 2014 р.).
- Член Підкомісії з туризму НМК зі сфери обслуговування при Міністерстві освіти і науки України.
- Член Наглядової Ради проекту «Східноєвропейські перлини: створення та просування продуктів міського культурного туризму в транскордонному просторі» від міста Львова.
- Член редколегії Вісника серія географічна Львівського національного університету імені Івана Франка.
- Член редколегії науково-практичного збірника «Географія та туризм» географічного факультету, кафедри країнознавства та туризму Київського національного університету імені Тараса Шевченка.
- Член редколегії збірника наукових праць «Соціально-економічні проблеми сучасного періоду України», Інститут регіональних досліджень ім. М. І. Долішнього.[4]
- Член редколегії журналу «Prac i Studiów Geograficznych», Варшавський університет (Республіка Польща).[5]
- Член акредитаційної комісії екскурсоводів Львівської області.
- Учасник проекту PANCI «Інвестиції туристичні на Західній Україні» (Варшава, 2004 р.).
- Учасник програми економічного розвитку та підвищення конкурентоспроможності м. Львова.
- Учасник міжвузівського проекту «Туризмологія: концептуальні засади» (2008 р.).
- Експерт Карпатської Марки туристичного знаку якості Карпат.
- Експерт з питань створення інформаційної інфраструктури у місті Львові.
- Науковий рецензент часопису «Barometr Regionalny», Vol. 1–4 (2014).
- Голова Державної екзаменаційної комісії з напряму підготовки «Менеджмент» та спеціальності «Менеджмент організацій та адміністрування» (м. Житомир) (2013—2015 рр.).
- Голова Комітету HoReCa Польсько-української господарчої палати з української сторони.

Польсько-українська господарча палата — двостороння польсько-українська торгово-промислова палата зі штаб-квартирою у Варшаві та 21 представництвом в Україні та Польщі. Заснована у 1992 році. Об'єднує понад 200 українських та польських компаній. Одним із комітетів Польсько-української господарчої палати є Комітет HoReCa.
Місія Комітету HoReCa полягає у визначенні проблем, пов'язаних з веденням бізнесу, а також у визначенні рішень, які сприятимуть збереженню робочих місць та можливості продовження бізнесу, а також його розвитку в новому правовому середовищі, коли Україна приєднається до процесу вступу з ЄС.
- Член Асоціації «Подружжя українських дипломатів»

## Нагороди
- Медаль Вінцента Поля, 2018 р.
- Нагорода з нагоди Європа Карпат, 2018 р.
- Президент України, почесне звання «Заслужений працівник освіти України», 2018
- Подяка Львівської обласної державної адміністрації за багаторічну сумлінну працю в галузі туризму, багаторічний особистий внесок у розвиток туристичної галузі Львівщини та з нагоди Всесвітнього дня туризму, 2016
- Подяка Голови Львівської обласної державної адміністрації за сумлінну працю, високий професіоналізм, вагомий внесок у розвиток туризму Львівщини та з нагоди Дня туризму (2013 р.)
- Нагорода з нагоди 15-ти річчя Вищої Технічно-Економічної Школи імені Броніслава Маркєвіча в Ярославі, 2013 р.
- Грамота т. в. о. директора Департаменту з питань освіти, науки, сім'ї та молоді Львівської обласної державної адміністрації за сумлінну працю, досягнуті успіхи у професійній діяльності та з нагоди 130-річчя географії у Львівському національному університеті імені Івана Франка (2013 р.)
- Грамота Голови Львівської обласної державної адміністрації за багаторічну працю, високий професіоналізм, вагомий внесок у розвиток туристичної галузі та з нагоди Всесвітнього дня туризму (2011 р.)
- Подяка ректора Львівського національного університету імені Івана Франка за багаторічну сумлінну працю, вагомий внесок у розвиток туризмології та професійну підготовку молодого покоління фахівців сфери туризму (2 березня 2011 р.).
- Нагрудний знак «За наукові досягнення» (13 травня 2009 р.)
- Подяка ректора Львівського національного університету імені Івана Франка за багаторічну сумлінну працю та вагомі здобутки у науково-педагогічній діяльності (2 березня 2006 р.)
- Подяка Державної служби туризму і курортів України за вагомий внесок у реалізацію державної політики в галузі туризму, відданість справі, творчу ініціативу, високий професіоналізм та з нагоди святкування Дня туризму України (27 вересня 2005 р.)
- Нагрудник знак «Почесний працівник туризму України» (22 вересня 2004 р.)
- Нагрудний значок «Відмінник народної освіти» (24 лютого 1982 р.)

## Наукові інтереси
- туризмологія: концептуальні засади теорії туризму;
- теоретико-методологічні засади формування просторової системи послуг;
- практичні основи просторового розвитку систем послуг, підходи до управління ними в контексті нової парадигми регіонального розвитку;
- проблеми соціальної географії та сфери послуг, географії та організації туризму, дослідження вітчизняного ринку туристичних послуг;
- маркетинг-менеджмент туристичних підприємств у ринковому середовищі;
- оптимізація просторової та структурної організації туристичної інфраструктури Карпатського регіону";
- оптимізація використання рекреаційно-туристичного потенціалу Західного регіону України: теоретико-методологічні і прикладні аспекти.[6][7]